# Lars Åke Augustsson
Lars Åke Augustsson, född 12 oktober 1949 i Bengtsfors, är en svensk författare, journalist och översättare.

## Priser och utmärkelser
- 2002 – Ivar Lo-priset